# Ljuboszlav Penev
Ljuboszlav Mladenov Penev, bolgárul: Любослав Младенов Пенев; (Dobrics, 1966. augusztus 31. –) bolgár válogatott labdarúgó, edző. A Litex Lovecs vezetőedzője.
A bolgár válogatott tagjaként részt vett az 1996-os Európa-bajnokságon és az 1998-as világbajnokságon.

## Sikerei, díjai

### Játékosként
CSZKA Szofija
- Bolgár bajnok (2): 1986–87, 1988–89, 2009–10
- Bolgár kupa (4): 1984–85, 1986–87, 1987–88, 1988–89
- Bolgár szuperkupa (1): 1989

Atlético Madrid
- Spanyol bajnok (1): 1995–96
- Spanyol kupa (1): 1995–96

### Edzőként
Litex Lovecs
- Bolgár bajnok (1): 2010–11